# Gialiá
Gialiá (grec moderne : Γιαλιά) est un village chypriote situé dans le district de Paphos et comptant plus de 202 habitants.